# Чистопольский часовой завод
Чистопольский часовой завод «Восток» находится в городе Чистополь, Республика Татарстан. Является градообразующим предприятием моногорода.
Осенью 15 октября 1941 года, в дни обороны Москвы Экономический Совет при Совете Народных Комиссаров СССР принимает постановление №180 об Эвакуации Второго Московского часового завода в город Чистополь Татарской АССР. Уже в ноябре прибывают первые баржи с оборудованием и 500 работников с эвакуированного Второго Московского часового завода. Зимой 1942 года начинается  выпуск специальной продукции для нужд фронта по линии Наркомата Миномётного вооружения.
1 июля 1942 год — считается днём рождения чистопольского часового завода. В соответствии с приказом Наркомата Миномётного вооружения №120 "О мероприятиях по пуску завода на полную мощность" к 1 июля 1942 года предписывалось перебросить и установить монтаж недостающего оборудования, квалифицированных кадров, конструкторско-технической документации, необходимого сырья и материалов, энергообеспечения, создать жилищные условия.
Предприятие было создано как номерной завод, работающий на нужды фронта. Но уже с февраля 1943 года, выполняя приказ Наркомата миномётного вооружения, на заводе начали выпускать мирную продукцию. Это были первые в стране мужские наручные часы «Кировские».

## Хронология

### 1940-е и 1950-е
После окончания Второй мировой войны завод приступил к выпуску механических наручных часов, которые стали его основной продукцией. В 1949 году начат серийный выпуск мужских наручных часов К-26 «Победа», настенных судовых часов со светящимся циферблатом, часов для автомобилей «ЗиМ», «Волга», «Победа», настенных и уличных промышленных часов. В июле 1950 года завод приступил к строительству собственных производственных корпусов.
В 1952 году начался выпуск часов «Кама» с противоударным устройством и пыле-влагонепроницаемым корпусом. Параллельно выпускались часовые приборы для различных отраслей.
В 1952 году на международной выставке в Милане чистопольские часы впервые получили широкое признание и популярность.
В 1957 году освоено производство прецизионных часов К-28 «Восток», «Мир», «Волна», «Сатурн», «Космос» с боковой и центральной секундными стрелками, линзой и противоударным устройством.

### 1960-е
В 1962 году на Лейпцигской международной выставке прецизионные часы «Восток» были награждены большой золотой медалью.
С 1965 года ЧЧЗ стал официальным поставщиком часов для Министерства обороны СССР. В это время были созданы знаменитые «Командирские» часы, отличающиеся повышенной прочностью, имеющие водонепроницаемый корпус. Опыт разработки этих часов позволил в 1967 году выпустить часы «Амфибия», имеющие повышенную водонепроницаемость — 200 метров, а также вариант для военных водолазов и аквалангистов «НВЧ-30» с водонепроницаемостью до 300 м.
С 1969 года все наручные часы завода выпускаются под единой маркой «Восток», а предприятие стало называться «Чистопольский часовой завод „Восток“».
Успех на рынке профессиональных часов определил курс развития на следующие годы — ставка была сделана на механические часы, точно отсчитывающие время при любой температуре, в любой среде, выдерживающие значительные удары и перегрузки.

### 1970-е
В 1972 году начат выпуск мужских наручных часов нового 24 калибра с числовым календарём, двойным календарём, с автоподзаводом. Часы экспортируются в 54 страны мира.
В 1976 году космонавт Георгий Гречко во время визита на завод поблагодарил часовщиков за выпуск качественной продукции и подарил чистопольцам часы «Восток», побывавшие в космосе, на космическом корабле «Союз −17» и станции «Салют-4» с 11 января по 9 февраля 1975 года.

### 1980-е
В 1980-х годах Чистопольский часовой завод расширял ассортимент, выпуская популярные модели «Командирские» и «Амфибия», известные надежностью и доступной ценой. В период перестройки завод начал активно развивать экспорт, внедряя рыночные методы и модернизируя производство.
В 1989 году «Восток» впервые вышел на западные рынки, поставляя часы в Японию, Западную Европу и США. В последующие три года ежегодный объем экспорта «Командирских» достигал 200 тысяч штук. Это позволило заводу удвоить капитал, созданный за предыдущие 47 лет работы.
Достижения завода стали одним из немногих успешных примеров адаптации советского предприятия к экономическим преобразованиям конца 1980-х.

### 1990-е
В 1990-х годах ЧЧЗ продолжал производство часов, существенно расширив ассортимент производимой продукции. Большие партии часов экспортировались в Италию, США, Швейцарию. В США наибольшую популяризацию часов «Восток» совершили часы, выпускавшиеся под названием «Щит пустыни» (англ. Desert Shield). По договорённости с представителем занимающийся поставками комплектов амуниции для американской армии, завод должен был поставить 10 000 часов в течение месяца, получив заказ вовремя, американцы высоко оценили работу русских часовщиков, и было принято решение разместить ещё три подобных заказа, общее количество заказанных американцами составило 40 000 часов, что послужило поводом для совместного, долговременного, коммерческого сотрудничества. В дальнейшем, было создано совместно с американцами предприятие «Капитал Трейдинг», которое расширило ассортимент внешнего оформления часов «Восток» под маркой «Century Time». Так же для расширения своей деятельности и увеличения рынков своей продукции ЧЧЗ «Восток» заключила контракт с всемирно известной швейцарской фирмой Leschot Tourbillon на поставку несколько сотен тысяч механизмов, а швейцарская компания взяли на себя задачу довести часы до европейского рынка под швейцарской маркой.
В 1991 году директор Чистопольского часового завода Владислав Цивилин сообщил об изъятии фальшивых «Командирских» часов: фальшивка представляла собой хронограф «Штурманские» («Полёт»), циферблат и крышка которого были оформлены под «Чистопольские», а механизм производителя был изготовлен на Первом Московском часовом заводе. По надёжности подделка значительно проигрывала часам, выпущенным по заказу американцев. Это был не первый случай подделки: в 1989 году американская фирма «Грюинг» пыталась подделать марку военных часов, но объявила себя банкротом ещё до того, как завод «Восток» подал на неё в суд.
Чистопольским часовым заводом «Восток» и Днепропетровским машиностроительным заводом было создано дочернее предприятие «Восток-Днепр» в Днепропетровске, которое 15 октября 1992 года впервые на Украине выпустило партию наручных часов. В том же месяце завод объявил о подготовке выпуска 30 тысяч часов по заказу итальянского футбольного клуба «Милан» и о ведении переговоров Fiat по поводу выпуска ещё одной небольшой партии часов.
В конце 1992 года американская компания Colony Trading Co из Флориды закупила для реализации в США тысячу судовых часов марки 5-2 ЧМ, производившихся Чистопольским часовым заводом, по цене 10 долларов за экземпляр. В январе 1993 года была закуплена ещё одна партия в размере 5100 часов: интерес американцев к продукции Чистопольского часового завода вырос благодаря надёжности выпускаемой продукции. В апреле того же года был заключён полноценный контракт на поставку 25,5 тысяч судовых часов той же модели по 10 долларов за экземпляр: 12 мая Colony Trading Co получила первую промышленную партию часов 5-2 ЧМ. Всего по итогам I квартала 1993 года за счёт экспорта в США и сбыта других изделий «Восток» получил около 1 млрд рублей прибыли при ожидаемых 400 млн рублей прибыли.
12 января 1993 года коллегия Госкомимущества Республики Татарстан приняла решение преобразовать Чистопольский часовой завод «Восток» в акционерное общество открытого типа с уставным капиталом 2,095 млрд рублей, разделённым на акции номиналом 1000 рублей каждая (цены конца 1992 года). 38 % уставного капитала стали собственностью работников арендного предприятия, которым с 1989 года был Чистопольский часовой завод. 18,6% приватизированного имущества коллектив должен был выкупить за местные ваучеры и местные именные приватизационные вклады (скидка 29%), 15,5% оставалось в собственности Республики Татарстан. Вся остальная часть акций на сумму 420 млн рублей передавалась в республиканский фонд приватизации и должна была быть выкуплена «Восктомо» по номинальной стоимости в течение года (150 млн рублей завод должен был перечислить немедленно). Акционирование и приватизация состоялись по той причине, что предприятие не вошло в организованное вместо союзного главка АО «Часпром» (в Советском Союзе часовыми заводами управляло Главное управление часовой промышленности СССР, которое было создано при Министерстве приборостроения средств автоматизации и систем управления СССР). 
1 июля 1993 года впервые в истории отечественного часового производства право на распространение продукции передали иностранцам: в Цюрихе было подписано 3-летнее соглашение между Чистопольским часовым заводом и швейцарской торговой фирмой BN-Trading о передаче швейцарцам эксклюзивного права продажи часов. По соглашению в Швейцарию ежегодно планировалось поставлять 500 тысяч часов типа «Командирские», «Генеральские», «Адмиральские» и «КГБ», на которых была бы торговая марка BN-Trading: соглашение должно было помочь защитить Чистопольский завод от конкуренции с подделками, наводнившими мировой рынок. При этом завод лишался права выпускать свои часы без товарного знака BN-Trading.
По итогам выставки оборудования для часовой и ювелирной промышленности «Инчасювелирмаш-93» завод «Восток» заключил контракт на поставку крупной партии измерительных приборов широкого спектра для часового производства от швейцарской компании Bergeon & CIE S.A, а также анонсировал закупку станков швейцарской фирмы Tornos-Bechler S.A. для повышения качества и престижа часов «Командирские». Также завод установил связь с заводами ВПК в подмосковной Дубне, заявив о намерении начать выпускать часы из декоративного камня с использованием механизмов Чистопольского завода.
8 сентября 1994 года Чистопольский завод выпустил новую партию «командирских» часов, приуроченную к 50-летию Победы в Великой Отечественной войне: ожидалось реализовать 250 тысяч таких часов с юбилейной символикой к сентябрю 1994 года и довести количество реализованных товаров до 1 млн к апрелю 1995 года. Прежде подобные часы выпускались исключительно по спецзаказу Министерства обороны.

### 2000-е
В 2000 году был освоен выпуск механического будильника с семисуточным заводом, аналогов которому нет в России и мире.
В 2001 году ЧЧЗ получил премию «Российский Национальный Олимп» в номинации «Технологии. Наука».В начале 2000-х годов завод разработал новые механизмы для наручных часов. Теперь в них устанавливается индикатор дня и ночи, различные дополнительные функции.
В сложные годы страны, после распада СССР завод ЧЧЗ «Восток» сумел сохранить производства, но пришлось провести реорганизацию, и на огромный территории техно парка «Восток» появились десятки предприятий с разделением труда и специализировавших на узкой собственной продукцией. Выпускающих большой ассортимент манометров, тахометров, тахографов, счётчиков импульсов, электроэнергии, газа, воды и прочих приборов для ЖКХ, промышленности и других отраслей народного хозяйства.
В начале 2000-х годов завод ежегодно выпускал около 1 млн часов. С 2004 года он стал убыточным, хотя в 2008 году получил 6,6 млн рублей чистой прибыли при выручке 104,2 млн рублей. Бывший генеральный директор завода Владислав Цивилин стал позже его крупнейшим акционером. С 2006 года из-за финансовых проблем Чистопольский часовой завод перевёл производство часов в ООО «Русские часы», а после его банкротства — в ООО «Торговый дом» (с августа 2009 года), который выпускал часы «Командирские», «Амфибия» и другие наручные механические и кварцевые. Директор «Торгового дома» Виталий Подъячев также говорил, что созданное ООО «Восток Точное время» выпускает настенные и настольные кварцевые и механические часы.

### 2010-е
В 2010 году в газете «КоммерсантЪ» сообщалось о начале банкротства завода в связи с тем, что год тому назад наступил срок погашения кредитов, взятых на перевооружение: к февралю 2010 года общий долг завода составлял 45 млн рублей, а госзаказ сократился двое. 28 сентября того же года Арбитражный суд Татарстана признал ОАО «Чистопольский часовой завод» банкротом, обязав распродать имущество в интересах кредиторов, чьи требования превышали свыше 31 млн рублей, однако часовые бренды «Командирские» и «Амфибия» остались целыми: права на них были переданы родственному ООО «Торговый дом».
В настоящее время часовое производство после всех реорганизаций трансформировалось в ЗАО «Чистопольский часовой завод „Восток“». Имеющий полный цикл производства часов наручных, это и заготовительное, обрабатывающее и сборочного производство. Главной продукцией которого является механические наручные часы.

## Производство
Чистопольский завод обладает заготовительным производством (правка, резка металла на длины, шлифовка по диаметру, волочение, фельерная протяжка), автоматно-токарным производством, трибо-колёсным производством, платино-мостовым производством, производством внешних оформлений, сборочным производством. ЧЧЗ «Восток» является на сегодня крупнейшим в России производителем наручных часов. Во времена СССР до перестройки завод «Восток» производил до 3 000 000 наручных часов в год.

## Список базовых механизмов
Часовые механизмы и их модификации Чистопольского завода также используются в часах других марок: Vostok-Europe, Волмакс, Moscow Classic, Ника и Пилот, водолазных часах Златоустовского часового завода.
| Механизм | Высота, мм | Тип                        | Количество камней | Частота | Описание | Применяется в часах: |
| -------- | ---------- | -------------------------- | ----------------- | ------- | --- | --- |
| 2602     | 3,9        | Механические               | 15                |         | Боковая секундная стрелка                                                                                           | Уран, Кама, Колос, Победа (механизм снят с производства)                                                                                         |
| 2603     |            |                            | 16                |         | | Янтарь, Восток (механизм снят с производства) |
| 2605     |            |                            |                   |         | | Сатурн, Чайка, Дружба, Победа (механизм снят с производства)                                                                                     |
| 2209     |            |                            | 18                |         | Центральная секундная стрелка                                                                                       | Амфибия, Мир, Восток (механизм снят с производства)                                                                                              |
| 2809 (Б) |            |                            | 22 (18)           |         | Центральная секундная стрелка                                                                                       | Алмаз, Волна, Восток (механизм снят с производства)                                                                                              |
| 2403     | 3,7        | Механические               | 17                | 19800   | Боковая секундная стрелка                                                                                           | Восток VOT, Восток −58к, Женская Амфибия-57к, Командирские                                                                                       |
| 2409     | 3,7        | Механические               | 17                | 19800   | Центральная секундная стрелка                                                                                       | Восток Амфибия lady first, Юниор 2409A, Командирские, Женская Амфибия- 05к                                                                       |
| 2414A    | 4.14       | Механические               | 17                | 19800   | Центральная секундная стрелка, календарь мгновенного действия                                                       | Восток Командирские |
| 2415Б    | 5,8        | Механические, Автоподзавод | 31                | 19800   | Центральная секундная стрелка                                                                                       | Восток Амфибия 1967, водолазные часы ЗЧЗ, Восток-Амфибия (17к)                                                                                   |
| 2415.01  | 6,3        | Механические, Автоподзавод | 31                | 19800   | Центральная секундная стрелка                                                                                       | Амфибия, Командирские |
| 2415.02  | 5,8        | Механические, Автоподзавод | 31                | 19800   | Боковая секундная стрелка                                                                                           | Восток «Кировские K-43» (54к), Ретро (55к) |
| 2415.12  | 6,3        | Механические, Автоподзавод | 31                | 19800   | Боковая секундная стрелка                                                                                           | Командирские (35к) |
| 2416Б    | 6,3        | Механические, Автоподзавод | 31                | 19800   | Центральная секундная стрелка, календарь мгновенного действия                                                       | Восток Командирские, Амфибия, Кремлёвские, Престиж, Бриз, Titanium, VIP, Century Time, Восток-Партнёр, Amfibia, Мегаполис, Vostok-Europe Pobeda, |
| 2416.02  | 6,3        | Механические, Автоподзавод | 31                | 19800   | Боковая секундная стрелка, календарь мгновенного действия                                                           | Командирские (34к), (39к) |
| 2423.01  | 4,14       | Механические               | 18                | 19800   | Шкала — 24 часа, центральная секундная стрелка                                                                      | Восток |
| 2424     | 4,14       | Механические               | 18                | 19800   | Шкала — 24 часа, центральная секундная стрелка, календарь мгновенного действия                                      | Восток, Командирские (28к) |
| 2426     | 6.3        | Механические, Автоподзавод | 32                | 19800   | Центральная секундная стрелка, 24-часовой указатель, календарь мгновенного действия                                 | Vostok Командирские K-34, 39К Vostok Europe Рокета № 1, ГАЗ 14 Лимузин Экспедиция 2006 Волмакс Штурманские Гагарин 24 часа,                      |
| 2426.01  | 6,3        | Механические, Автоподзавод | 32                | 19800   | Центральная секундная стрелка, 24-часовой указатель                                                                 | Командирские (34к) |
| 2426.02  | 6,3        | Механические, Автоподзавод | 32                | 19800   | Боковая секундная стрелка, 24-часовой указатель, календарь мгновенного действия                                     | Амфибия -Нептун (96к), Амфибия (17к) |
| 2426.12  | 6,3        | Механические, Автоподзавод | 32                | 19800   | Боковая секундная стрелка, 24-часовой указатель                                                                     | Восток, Командирские (65к) |
| 2431     | 6.3        | Механические, Автоподзавод | 32                | 19800   | Шкала — 24 часа, центральная секундная стрелка, календарь мгновенного действия                                      | Командирские (65к), (35к) |
| 2431.01  | 6,3        | Механические, Автоподзавод | 32                | 19800   | Шкала — 24 часа, центральная секундная стрелка, календарь мгновенного действия                                      | Командирские (03к), (35к) |
| 2432     | 6.3        | Механические, Автоподзавод | 32                | 19800   | Центральная секундная стрелка, календарь мгновенного действия, указатель день/ночь по центру                        | Восток Командирские, Мегаполис, Восток Престиж, Vostok-Europe Мрия, Артика, K3, Лунаход, Red Square, Максим Горький.                             |
| 2432.01  | 6,3        | Механические, Автоподзавод | 32                | 19800   | Центральная секундная стрелка, указатель день/ночь по центру                                                        | Командирские |
| 2435     | 6.3        | Механические, Автоподзавод | 32                | 19800   | Центральная секундная стрелка, календарь мгновенного действия, указатель день/ночь смещен на 3 часа                 | Восток, Vostok-Europe Metro, Мегаполис |
| 2435.12  | 6,3        | Механические, Автоподзавод | 32                | 19800   | Боковая секундная стрелка, указатель день/ночь смещен на 3 часа                                                     | Амфибия Turbina |
| 2435.29  | 6,3        | Механические, Автоподзавод | 32                | 19800   | Боковая секундная стрелка, указатель день/ночь смещен на 3 часа, календарь мгновенного действия                     | Амфибия Turbina |
| 2441     | 6,5        | Механические, Автоподзавод | 32                | 19800   | Боковая секундная стрелка на 10 часов, календарь мгновенного действия, минутная и часовая стрелка смещена от центра | Vostok-Europe Energia |
| 2439     | 4,14       | Механические               | 18                | 19800   | Центральная секундная стрелка, диск «день-ночь» по центру, календарь мгновенного действия                           | |
| 2439.01  | 4,14       | Механические               | 18                | 19800   | Центральная секундная стрелка, диск «день-ночь» по центру                                                           | Синяя Самара |